# حمي (الشعر)

تعديل مصدري - تعديل

حمي هي إحدى قرى عزلة مقنع بمديرية الشعر التابعة لمحافظة إب، بلغ تعداد سكانها 42 نسمة حسب تعداد اليمن لعام 2004.